# Vírus amarelo necrosante do feijão-fava
Vírus amarelo necrosante do feijão-fava (Faba bean necrotic yellows virus - FBNYV) é uma doença causada por nanovírus das leguminosas.

## Alcance
Argélia, Egito, Eritreia, Etiópia, Líbia, Marrocos, Sudão, Tunísia, Azerbaijão, Irã, Iraque, Jordânia, Líbano, Paquistão, Síria, Turquia, Iêmen, Espanha e Ilhas Baleares.

## Genoma
O FBNYV é um dos vírus ssDNA com codificação Rep circular e, portanto, compartilha as características do genoma circular, iniciação da replicação por proteínas Rep e composição do ssDNA. Presume-se que a replicação ocorra por meio do processo de RCR (Rolling Circle Replication). Vega-Rocha et al. 2007 divulgaram a estrutura do domínio de endonuclease HUH do FBNYV Rep.

## Fatores de virulência
FBNYV produz a pequena proteínaClink que se liga às proteínas SKP1 e Prb em plantas. Timchenko et al. 2006 demonstram que o Clink não é necessário para produzir sintomas em Vicia faba (feijão-fava) em condições de laboratório. No entanto, eles acham que é altamente conservado, 98% das plantas infectadas com sucesso testam positivo para Clink DNA. Timchenko conclui que deve ser selecionado favoravelmente de alguma forma. Eles ainda especulam que em Vicia Clink selvagem pode ser necessário para infecção porque a ligação a SKP pode fazer parte do processo de degradação seletiva de proteínas hospedeiras do FBNYV, e isso pode ser necessário para a infecção desses parentes selvagens de cultivo de uma maneira não necessária ao atacar Vicia faba (feijão-fava).

## Vetores
O FBNYV é vetorizado por Acyrthosiphon pisum, Aphis craccivora e Aphis fabae.

## Variedade resistente
Safaa Kumari, virologista de plantas síria, desenvolveu uma variedade de feijão-fava resistente ao vírus amarelo necrosado do feijão-fava (FBNYV).